# Johan Muñoz
Johan Muñoz (Medellín, Antioquia; 14 de septiembre de 1987) es un futbolista colombiano. Juega como mediocampista.

## Trayectoria
Debutó en el año 2007 en el Boyacá Chicó de la mano del cuerpo técnico encabezado por el DT Alberto Gamero y el AT Darío Sierra. Con el cuadro ajedrezado disputó 2 partidos.
En el año 2008 regresa a territorio antioqueño fichando con el Deportivo Rionegro donde permaneció 6 años. Con los Leones se convirtió en el jugador con más partidos disputados jugando un total de 206 partidos (181 por Categoría Primera B y 25 por Copa Colombia) anotó 9 goles.
En busca de nuevos rumbos acepta la propuesta de Ricardo "el gato" Pérez de ir al recién fundado Fortaleza CEIF con el equipo cundinamarqués logró ascender a la Categoría Primera A.
En 2015 fichó con el Tauro de Panamá donde solo disputó un encuentro.

## Clubes
| Club                 | País      | Año         | Partidos | Goles |
| -------------------- | --------- | ----------- | -------- | ----- |
| Boyacá Chicó         | Colombia  | 2007        | 2        | 0     |
| Deportivo Rionegro   | Colombia  | 2008 - 2013 | 206      | 9     |
| Fortaleza F. C.      | Colombia  | 2013 - 2014 | 26       | 4     |
| Tauro FC             | Panamá    | 2015        | 1        | 0     |
| Tigres F. C.         | Colombia  | 2015 - 2017 | 55       | 7     |
| Deportivo Malacateco | Guatemala | 2018        | 2        | 0     |

## Palmarés

### Campeonatos nacionales
- 2 Ascensos a primera división con Fortaleza CEIF y Tigres de Soacha.

### Distinciones individuales
- Jugador con más partidos disputados con el Deportivo Rionegro.